# Guiscarda van Béarn
Guiscarda van Béarn (overleden in 1154) was van 1134 tot 1147 burggravin van Béarn. Ze behoorde tot het huis Béarn.

## Levensloop
Guiscarda was het oudste kind van burggraaf Gaston IV van Béarn en Talesa, een buitenechtelijke dochter van koning Sancho I van Aragón. Ze huwde met burggraaf Peter II van Gabarret, met wie ze een zoon kreeg: Peter II (overleden in 1153).
Haar echtgenoot was reeds overleden toen Guiscarda en haar minderjarige zoon Peter II in 1134 haar jongere broer Centullus VI opvolgden als burggraaf van Béarn. Guiscarda nam tot in 1147 het regentschap van Peter waar, van 1134 tot 1136 samen met haar moeder Talesa. Toen Peter II van Béarn in 1147 zelfstandig begon te regeren, trok Guiscarda zich terug uit haar functies in de regering.
In 1153 overleed haar zoon Peter II. Guiscarda werd vervolgens opnieuw regentes van Béarn, in naam van haar kleinzoon Gaston V. Een jaar later, in 1154, overleed ze.